# Jesús José Herrera Quiñonez
Jesús José Herrera Quiñonez (* 20. Dezember 1961 in Mexicali) ist ein mexikanischer römisch-katholischer Geistlicher und Bischof von Culiacán. 

## Leben
Jesús José Herrera Quiñonez empfing am 20. Dezember 1987 die Priesterweihe für das Bistum Mexicali.
Papst Benedikt XVI. ernannte ihn am 27. Oktober 2011 zum Bischof von Nuevo Casas Grandes. Die Bischofsweihe spendete ihm der Erzbischof von Chihuahua, Constancio Miranda Weckmann, am 15. Dezember desselben Jahres auf der Macroplaza in Nuevo Casas Grandes; Mitkonsekratoren waren José Ulises Macías Salcedo, Erzbischof von Hermosillo, und José Isidro Guerrero Macías, Bischof von Mexicali.
Am 21. September 2023 ernannte ihn Papst Franziskus zum Bischof von Culiacán. Die Amtseinführung fand am 23. November desselben Jahres statt.